# Parafia św. Józefa w Żabince
Parafia św. Józefa w Żabince – rzymskokatolicka parafia znajdująca się w diecezji pińskiej, w dekanacie brzeskim, na Białorusi.
Kościół św. Józefa w Żabince zbudowany został w 1998. Obecnie przy parafii nie rezyduje żaden duchowny. Opiekę duszpasterską sprawuje proboszcz parafii Najświętszej Maryi Panny Królowej Korony Polskiej w Brześciu.